# Oelsnitz, Vogtland
Oelsnitz är en stad i Vogtlandkreis i förbundslandet Sachsen i Tyskland. Staden har cirka 10 000 invånare.
Kommunen ingår i förvaltningsområdet Oelsnitz/Vogtl. tillsammans med kommunerna Bösenbrunn, Eichigt och Triebel/Vogtl..